# Christella glabrescens
Christella glabrescens là một loài dương xỉ trong họ Thelypteridaceae. Loài này được Ching mô tả khoa học đầu tiên năm 1999.
Danh pháp khoa học của loài này chưa được làm sáng tỏ. 